# Кульчуровский сельсовет
Кульчуровский сельсовет — муниципальное образование в Баймакском районе Башкортостана.

## История
Дата образования сельсовета: 1976 г.
Согласно Закону о границах, статусе и административных центрах муниципальных образований в Республике Башкортостан имеет статус сельского поселения.

## Население
| 2002  | 2009  | 2010  | 2012  | 2013  | 2014  | 2015  |
| ----- | ----- | ----- | ----- | ----- | ----- | ----- |
| 1834  | ↗1845 | ↘1681 | ↘1672 | ↘1669 | ↘1660 | ↗1670 |
| 2016  | 2017  |       |       |       |       |       |
| ↘1668 | ↗1698 |       |       |       |       |       |

## Состав сельского поселения
| № | Населённый пункт | Тип населённого пункта       | Население |
| - | ---------------- | ---------------------------- | --------- |
| 1 | Кульчурово       | село, административный центр | ↘429      |
| 2 | Муллакаево       | деревня                      | ↘475      |
| 3 | Верхнеидрисово   | деревня                      | ↘412      |
| 4 | Нижнеидрисово    | деревня                      | ↘365      |